# Alaimus elongatus
Alaimus elongatus is een rondwormensoort uit de familie van de Alaimidae.